# Euphorbia thymifolia
Espèce
Euphorbia thymifolia est une espèce de plantes herbacées allongées[pas clair] de la famille des Euphorbiaceae. Fréquemment utilisée en médecine traditionnelle en Afrique occidentale, elle porte les noms communs d'« euphorbe à feuilles de thym » ou de « petite rougette ». 

## Description
Euphorbia thymifolia est une herbe annuelle et monoïque avec des branches allant jusqu’à 25 cm de long et plusieurs racines adventives. La tige contient du suc laiteux. Les feuilles sont divisées en deux lignes. Elles sont alternes et simples. Les stipules sont dentées et longues d'un mm environ. Le pétiole mesure 0,5 mm environ et le limbe ovoïde, 8 mm x 4 mm. Les poils sont longs et clairsemés dans la partie inférieure.
Lors de l’inflorescence, les fleurs en faisceau sont situées soit au bourgeon terminal ou axillaire. Le faisceau des fleurs de 0,5 mm x 0,5 mm est presque sessile. C'est un péricarpe en forme d’entonnoir. Les lobes sont triangulaires et minuscules avec 4 glandes rouges. Les fleurs femelles sont entourées de fleurs mâles. Alors que les fleurs mâles avec une étamine de 1 mm sont sessiles et n’ont pas de périanthe, les fleurs femelles ont un petit pédoncule et une couronne comme périanthe. Les ovaires ont 3 cellules et 3 styles minuscules. 
Le fruit de 1 mm x 1 mm est en forme de capsule. Il est sessile avec 3 lobes. Le fruit a 3 graines coniques et rougeâtre brun d'un diamètre d’environ 0,5 mm.

## Distribution et habitat
E. thymifolia L. Haw. est originaire des régions tropicales et subtropicales d’Amérique mais a été introduit dans d'autres régions tropicales, spécialement en Afrique occidentale et dans les îles de l’océan indien. On trouve l’espèce dans les terres cultivées, souvent dans les sols sablonneux et graveleux des régions d’altitude allant jusqu’à 1 650 m.

## Croissance
L’herbe croît très rapidement et a un cycle vital de 3 à 4 mois seulement. La germination des graines a lieu au début de la saison des pluies et dans les cas de faibles pluies.

## Usage
E. thymifolia est communément utilisé comme bouillon ou infusion contre la dysenterie, l’entérite, la diarrhée, pour le traitement des problèmes pulmonaires et des maladies vénériennes. D'autres formes d’utilisation médicinale sont le traitement laxatif par les feuilles et les graines sèches, le traitement contre les verrues à partir du suc laiteux, le traitement de la gale et de la teigne ainsi que des feuilles fraîches pulvérisées contre des douleurs. À l’île Maurice, le bouillon des graines et de feuilles est aussi utilisé comme galactagogue et contre l’hypertension. À Rodrigues, la plante broyée est utilisée contre la rougeole.